# پنیل ملاپا
پنیل ملاپا (انگلیسی: Peniel Mlapa؛ زادهٔ ۲۰ فوریهٔ ۱۹۹۱) بازیکن فوتبال اهل آلمان است.
از باشگاه‌هایی که در آن بازی کرده‌است می‌توان به باشگاه فوتبال بوخوم، باشگاه فوتبال مونیخ ۱۸۶۰، باشگاه فوتبال نورنبرگ، باشگاه فوتبال هوفنهایم، و باشگاه فوتبال بروسیا مونشن‌گلادباخ اشاره کرد.
وی همچنین در تیم‌های ملی فوتبال جوانان آلمان، زیر ۲۱ سال آلمان، و توگو بازی کرده‌است.